# Наша странка (Босна и Херцеговина)
Наша странка је социјал-либерална и мултиетничка политичка партија у Босни и Херцеговини. Основана је 5. априла 2008. у Сарајеву.
Тренутни предсједник партије је Един Форто. На Оснивачкој скупштини Наше странке за предсједника партије изабран је Бојан Бајић. Странка има за циљ да разбије доминацију националистичких партија у босанскохерцеговачком политичком систему.
Њихов први тест били су избори од 5. октобра 2008. Странка је освојила једно мјесто начелника општине, у Босанском Петровцу. Освојили су мандате у општинским вијећима Босанског Петровца, четири општине Тузланског кантона и пет општина Кантона Сарајево.
НС на општим изборима 2010. године није доживјела значајнији успјех, иако се рачунало на велики број гласова од стране грађана који нису излазили на изборе или нису подржавали странке из националистичког блока. Предсједник НС-а Бојан Бајић је након овог неуспјеха поднио оставку, а на његово мјесто је дошао Денис Грац. НС је представила нови смјер назван „трећи пут“, али и даље садржавши социо-либерализам, као идеолошко опредељење те мултинационално чланство, као темељ рада странке. НС је и даље једна од ријетких странака у Босни и Херцеговини, која има чланове из свих националних заједница укључујући и неконститутивне народе.

## Предсједници
| #  | Фотографија | Име и презиме (рођење – смрт) | Мандат             | Мандат             |
| -- | ----------- | ----------------------------- | ------------------ | ------------------ |
| 1. |             | Бојан Бајић (рођ. 1978)       | 5. април 2008.     | 26. март 2001.     |
| 2. |             | Денис Грац (рођ. 1978)        | 26. март 2011.     | 16. мај 2015.      |
| 3. |             | Предраг Којовић (рођ. 1965)   | 16. мај 2015.      | 4. септембар 2021. |
| 4. |             | Един Форто (рођ. 1972)        | 4. септембар 2021. | тренутно           |